# Екимовичское сельское поселение
Екимовичское се́льское поселе́ние — муниципальное образование в Рославльском районе Смоленской области.
Административный центр — село Екимовичи.

## Географические данные
- Расположение: восточная часть Рославльского района
- Граничит:
  - на северо-западе — с Богдановским сельским поселением
  - на севере — с городом Десногорск
  - на северо-востоке — с Сырокоренским сельским поселением
  - на юго-восток е— с Ивановским сельским поселением
  - на юге — с Любовским сельским поселением
  - на западе — с Костыревским сельским поселением
- По территории поселения проходит автомобильная дорога А101 Москва — Варшава («Старая Польская» или «Варшавка»).
- По территории поселения проходит тупиковая железнодорожная ветка до Смоленской АЭС.
- Крупные реки: Десна.

## История
Образовано Законом Смоленской области от 28 декабря 2004 года. Законом Смоленской области от 20 декабря 2018 года в Екимовичское сельское поселение к 1 января 2019 года были включены все населённые пункты двух упразднённых сельских поселений: Богдановского и Ивановского.

## Население
| 2007  | 2011  | 2012  | 2013  | 2014  | 2015  | 2016  |
| ----- | ----- | ----- | ----- | ----- | ----- | ----- |
| 2087  | ↘1803 | ↘1757 | ↘1742 | ↘1668 | ↘1631 | ↘1619 |
| 2017  | 2018  | 2019  | 2020  | 2021  |       |       |
| ↘1581 | ↘1543 | ↘1504 | ↗2272 | ↗2690 |       |       |

## Населённые пункты
На территории поселения находятся 35 населённых пунктов:
| №  | Населённый пункт   | Тип     | Население |
| -- | ------------------ | ------- | --------- |
| 1  | Александровка-2    | деревня | 3         |
| 2  | Алымовка           | деревня | 21        |
| 3  | Богданово          | деревня | 29        |
| 4  | Богданово          | село    | 380       |
| 5  | Боровцы            | деревня | 5         |
| 6  | Буда               | деревня | 3         |
| 7  | Верхние Караковичи | деревня | 0         |
| 8  | Водневка           | деревня | 5         |
| 9  | Воловка            | деревня | 9         |
| 10 | Генино             | деревня | 3         |
| 11 | Городчанка         | деревня | 4         |
| 12 | Добрый             | деревня | 1         |
| 13 | Дубровка           | деревня | 0         |
| 14 | Екимовичи          | село    | 1571      |
| 15 | Жердево            | деревня | 2         |
| 16 | Заплосское         | деревня | 55        |
| 17 | Ивановское         | деревня | 363       |
| 18 | Ильняги            | деревня | 5         |
| 19 | Колпино            | деревня | 30        |
| 20 | Крутогорка         | деревня | 72        |
| 21 | Льнозавода         | деревня | 173       |
| 22 | Михайловка         | деревня | 2         |
| 23 | Михайловка-1       | деревня | 7         |
| 24 | Нижняя Кривотынь   | деревня | 7         |
| 25 | Новая Благовещенка | деревня | 3         |
| 26 | Новые Екимовичи    | деревня | 7         |
| 27 | Остров             | деревня | 0         |
| 28 | Петровское         | деревня | 2         |
| 29 | Старинка           | деревня | 3         |
| 30 | Старые Екимовичи   | деревня | 28        |
| 31 | Стеклянная Гута    | деревня | 25        |
| 32 | Степаньково        | деревня | 73        |
| 33 | Терехово           | деревня | 0         |
| 34 | Тумановка          | деревня | 15        |
| 35 | Холмец             | деревня | 2         |

### Упразднённые населённые пункты
- Хутор Коненков

## Местное самоуправление
Главой администрации является Филин Илья Иванович.